# فلورينس كينيدي
فلورينس راي كينيدي (بالإنجليزية: Florynce Kennedy)‏ (11 فبراير 1916 - 21 ديسمبر 2000) محامية أمريكية وناشطة نسائية ومدافعة عن الحقوق المدنية ومحاضرة وناشطة.

## حياة مبكرة
وُلدت كينيدي في كانساس سيتي بولاية ميسوري لعائلة أمريكية أفريقية. كان والدها وايلي كينيدي حمالًا في عربات النوم، وعمل بعد ذلك في مجال التاكسي. الثانية من بين خمسة بنات لوالديها، حصلت على طفولة سعيدة، مليئة بالدعم من والديها، على الرغم من المعاناة من الفقر في الكساد الكبير والعنصرية في حيها الأبيض خاصةً. تذكرت كينيدي الوقت الذي كان على والدها أن يكون مسلحًا ببندقية من أجل صد هجوم حي كو كلوكس كلان القوي الذي كان يحاول طرد عائلتها. علقت لاحقًا: »أعطانا والداي شعورًا رائعًا بالأمان والقيمة. في الوقت الذي وصل فيه المتعصبون لإخبارنا أننا لا شيء، كنا نعرف بالفعل أننا شيء«.

تخرجت كينيدي واحتلت المرتبة الأولى على مستوى دفعتها في مدرسة لينكولن الثانوية، عملت بعد ذلك في العديد من الوظائف بما في ذلك امتلاك متجر قبعات وتشغيل المصاعد. بعد وفاة والدتها زيلا في عام 1942، غادرت كينيدي ميسوري متوجهة إلى مدينة نيويورك، وانتقلت إلى شقة في هارلم مع شقيقتها جرايسي. علقت على الانتقال إلى نيويورك قائلة: »لم آتِ إلى هنا حقًا للذهاب إلى المدرسة، لكن المدارس كانت هنا، لذلك ذهبت«. في عام 1944، بدأت الدراسة في كلية الدراسات العامة بجامعة كولومبيا، وتخصصت في ما قبل القانون وتخرجت في عام 1949. ومع ذلك، عندما تقدمت إلى كلية الحقوق في الجامعة، رُفض قبولها. كتبت كينيدي في سيرتها الذاتية: 
أخبرني مساعد العميد ويليس ريس، أنني رُفضت لا لأنني سوداء بل لأنني امرأة. لذا كتبت له رسالة أقول له إنه مهما كان السبب، فقد شعرت بنفس الشيء بالنسبة لي، ويعتقد بعض أصدقائي الأكثر تهكمًا أنني تعرضت للتمييز لأنني سوداء. 
التقت كينيدي بالعميد وهددت بمقاضاة الجامعة. قبلوها. كانت هي الشخص الأسود الوحيد بين ثماني سيدات في صفها. في حصة لعلم الاجتماع عام 1946 في جامعة كولومبيا، كتبت كينيدي ورقة قارنت فيها بين خطابات العرق والجنس. »آملت كينيدي أن تؤدي مقارنة »النساء« و»الزنوج« إلى تسريع تشكيل التحالفات«. 

## الحياة الشخصية
في عام 1946، كتبت كينيدي أفرودة بعنوان »القضية ضد الزواج«، والتي لخصتها لاحقًا في سيرتها الذاتية:
...الفكرة هي أن الزواج مثل الإبريق. لماذا يجب أن تغلق على نفسك الحمام لمجرد أنك يجب أن تذهب ثلاث مرات في اليوم؟ 
في عام 1957 تزوجت كينيدي من كاتب الخيال العلمي تشارلز داي (مؤلف)، الذي تزوج سابقًا من زميلته كاتبة الخيال العلمي كاثرين ماكلين.  عانى داي من إدمان الكحول وتُوفي حوالي عام 1960، في منتصف الثلاثينيات من عمره. لم تتزوج كينيدي مرة أخرى ولم تنجب أطفالًا.
في عام 1986 في عيد ميلادها السبعين، احتفلت كينيدي بعيد الميلاد في نادي بلاي بوي في مدينة نيويورك، برعاية كريستي هيفنر - ابنة هيو هيفنر والرئيس التنفيذي السابق لمشاريع بلاي بوي.
ساهمت كينيدي بقطعة »الاضطهاد المؤسسي مقابل الأنثى« في الأخوّية النسائية قوة: مجموعة مختارة من الكتابات حول حركة تحرير المرأة في عام 1970، حررها روبن مورغان. في عام 1976، كتبت كينيدي سيرتها الذاتية، كلر مي فلو: حياتي الصعبة وأوقاتي الجيدة (إنغليوود كليفس، نيوجيرسي: برنتيس هول)، حيث كتبت عن حياتها ومسيرتها المهنية. تعاونت أيضًا مع ويليام فرانسيس بيبر في كتاب التمييز الجنسي في التوظيف: تحليل ودليل للممارس والطالب. تُوفيت في 21 ديسمبر عام 2000، في منزلها في نيويورك، عن عمر يناهز 84 عامًا.
كانت كينيدي ملحدة إذ اشتهرت ذات مرة بقولها: »من المثير للاهتمام التكهن بكيفية تطويره في اثنتين من أكثر المؤسسات المناهضة للنسوية، الكنيسة ومحكمة القانون، حيث يرتدي الرجال الثياب«.